# Tibo J. Chávez
Tibo J. Chávez (* 12. Juni 1912 in Belen, New Mexico; † 1. November 1991 ebenda) war ein US-amerikanischer Politiker. Zwischen 1951 und 1954 fungierte er im Bundesstaat New Mexico als Vizegouverneur.

## Werdegang
Tibo J. Chávez wurde ungefähr zwei Jahre vor dem Ausbruch des Ersten Weltkrieges im Valencia County geboren. Über seine Jugend und Schulausbildung ist nichts überliefert. Er studierte Jura. Nach dem Erhalt seiner Zulassung als Anwalt begann er 1939 in Belen zu praktizieren. Politisch gehörte er der Demokratischen Partei an. Er saß in den Folgejahren im Senat von New Mexico. Während dieser Zeit bekleidete er den Posten als Majority Leader und lernte seine spätere Ehefrau Betty Gene Caperton (1927–2006) kennen. Das Paar bekam vier gemeinsame Söhne: Chris, Reggie, Tibo Jr. und David. Kurz nach ihrer Hochzeit wurde er 1950 zum Vizegouverneur von New Mexico gewählt – ein Posten, den er von 1951 bis 1954 innehatte. In den Folgejahren saß er wieder im Senat von New Mexico. 1960 nahm er als Ersatzdelegierter an der Democratic National Convention in Los Angeles teil. Chávez war Richter im Valencia County. Er saß sowohl im Board of Regents der University of New Mexico als auch vom Museum of New Mexico, wo er den Posten als Präsident bekleidete. Ferner war er Mitglied im State Police Board und dem Author of Historic Preservation Legislation.